# 首都高速7号小松川線
首都高速7号小松川線（しゅとこうそく7ごうこまつがわせん）は、東京都墨田区の両国ジャンクション（JCT）から江戸川区に至り京葉道路に接続する、首都高速道路の路線である。

## 概要
法定路線名は東京都道高速7号線（江戸川区谷河内町 - 京葉口間は一般国道14号）。
当初計画では墨田区東両国1丁目を起点、江戸川区小松川4丁目を終点とする5.9kmの路線であったが、首都高速6号向島線との接続位置変更に伴い起点を墨田区千歳1丁目に変更、終点も江戸川区谷河内町に延伸して京葉道路に直結する計画変更がなされた。
全区間が標準幅員16.5mの片側2車線で、全て高架または橋梁構造であり、構造は竪川上部の高架、荒川・中川を渡る橋梁、中川以東の大きく3つに区分できる。隅田川左岸の両国ジャンクションから荒川付近にかけての約5kmは竪川の上部空間を利用して高架で通過する。約20mの川幅に収めるため基礎の大きさが制約され、軟弱なシルト層が厚く堆積する地質条件から、大半が支間40m程の鋼単純合成桁橋で、床版には軽量コンクリートを使用して下部構造への負担の軽減を図った。竪川には製材用の筏が多く係留されており、他の河川を代替水面として手配する必要が生じた。小松川地区では都電の車庫跡地を購入し、用地取得の際の代替地に充当した。荒川・中川は最大支間長160mの斜張橋を主体とした荒川大橋で渡る。荒川と中川の間の背割堤には1987年9月9日に、7号線の上を高架で跨ぎ越す首都高速中央環状線が開通した（開通当初は連絡していなかった）。荒川大橋以東は地表近くまで良質な砂層が分布し、地盤が良好となるためコンクリート製の上部構造や、ランプ部分には1連だけであるが首都高速では初となるピルツ構造も採用された。一之江や春江地区では宅地見込地の農地が多く、この種の土地の評価は首都高速道路公団にとって初の対応であった。荒川大橋東詰から国道14号にかけての高架両側には附属街路が設けられている。
直線区間が長く、線形は比較的緩やかである。小松川JCTで中央環状線に連絡する。

## 路線番号
7

## 出入口など
- 出入口番号欄の背景色が■である部分については道路が供用済みの区間を示している。
- 全線東京都内に所在。

| 出入口 番号                                                        | 施設名       | 接続路線名                                  | 起点 から （km） | 備考                                                    | 所在地   |
| ------------------------------------------------------------------ | ------------ | ------------------------------------------- | ---------------- | ------------------------------------------------------- | -------- |
| 向島線 銀座・神田橋・箱崎方面                                      |              |                                             |                  |                                                         |          |
| -                                                                  | 両国JCT      | 向島線 銀座・神田橋・箱崎方面               | 0.0              | 向島線駒形・堀切方面へは、箱崎ロータリーでUターンが必要 | 墨田区   |
| -                                                                  | 錦糸町TB     | -                                           | 2.0              | 銀座・箱崎方面                                          | 墨田区   |
| 701                                                                | 錦糸町出入口 | 東京都道465号深川吾嬬町線（四つ目通り）     | 2.3              | 銀座・箱崎方面出入口                                    | 江東区   |
| 702                                                                | 錦糸町出入口 | 東京都道465号深川吾嬬町線（四つ目通り）     | 2.8              | 京葉道路・小松川方面出入口                              | 江東区   |
| -                                                                  | 小松川JCT    | 中央環状線 E4 東北道・ E6 常磐道方面        | 6.6              | E14 京葉道路・小松川方面⇔向島・小菅方面のみ連絡可       | 江戸川区 |
| 703                                                                | 小松川出入口 | 東京都道308号千住小松川葛西沖線（船堀街道） | 7.0              | 銀座・箱崎方面出入口                                    | 江戸川区 |
| 705                                                                | 一之江出入口 | 東京都道318号環状七号線（環七通り）         | 8.4              | 銀座・箱崎方面出入口                                    | 江戸川区 |
| E14 京葉道路経由幕張、C3 外環道 三郷・高谷、 E14 館山道 木更津方面 |              |                                             |                  |                                                         |          |

### 両国JCT
箱崎、江戸橋方面に向かう際、三郷、堀切方面からの6号向島線と合流するために2車線を1車線に絞り、さらに急カーブが続き、その先では箱崎JCT・江戸橋JCTといった分合流が連続するため、錦糸町本線TBより西寄りの区間で渋滞が多々発生する。

### 小松川JCT
首都高速道路の中期的渋滞対策の一環として整備され、7号小松川線（京葉道路方面）と中央環状線（堀切JCT方面）を連絡する。同時に小松川出入口も中央環状線から出入りできるように改良された。

## 年表
- 1958年（昭和33年）8月18日 : 都市計画決定（建設省告示1553号）。
- 1967年（昭和42年）
  - 1月26日 : 建設着手[2]。
  - 5月6日 : 都市計画変更（建設省告示1594号）。
  - 12月21日：臨時新東京国際空港閣僚協議会決定「新東京国際空港関連事業計画について」において、成田空港供用開始（1971年予定）までを目途に整備をすすめるとされる。
- 1971年（昭和46年）3月21日 : 6号向島線（江戸橋JCT - 向島出入口）開通と同時に全線開通。
- 1991年（平成3年）11月9日 - 15日 : 補修工事のため全面通行止め。
  - 全面通行止めを伴う補修工事は首都高速では初の試み。そのため「首都高リフレッシュ作戦・ルート7」の名称で大掛かりな広報活動が行なわれた。
- 2015年（平成27年）
  - 2月16日 : 東京都江戸川区西小松川町で行われていた高架の塗装工事で火災が発生する。この火災により作業員2名が死亡した。
    - この火災により当日より小松川線の上下線は通行止め。2月17日午前に上り線は通行止めを解除。下り線は補強工事のため通行止めを継続する。

  - 2月26日 : 午後に下り線の通行止めを解除。
- 2019年（令和元年）12月1日 : 小松川JCT供用開始[6]。

## 交通量
24時間交通量（台）　道路交通センサス
| 区間                        | 平成17（2005）年度 | 平成22（2010）年度 | 平成27（2015）年度 |
| --------------------------- | ------------------ | ------------------ | ------------------ |
| 両国JCT - 錦糸町出入口      | 56,669             | 55,544             | 53,157             |
| 錦糸町出入口 - 小松川JCT    | 56,669             | 62,966             | 61,571             |
| 小松川JCT - 小松川出入口    | 56,669             | 62,966             | 61,571             |
| 小松川出入口 - 一之江出入口 | 56,669             | 59,754             | 60,789             |

（出典：「平成22年度道路交通センサス」・「平成27年度全国道路・街路交通情勢調査」（国土交通省ホームページ）より一部データを抜粋して作成）
- 令和2年度に実施予定だった交通量調査は、新型コロナウイルスの影響で延期された[7]。